# 曼谷郵報
曼谷郵報（英語：Bangkok Post）是泰國的唯一英語報紙，在曼谷發行，目前總編輯是哥維（Kowit Sanandang）。該報自1999年起，每年都提供半年份的泰國經濟報告。